# Martin Tuček
Martin Tuček (* 5. Dezember 1995) ist ein tschechischer Leichtathlet, der sich auf den 400-Meter-Hürdenlauf spezialisiert hat.

## Sportliche Laufbahn
Erste internationale Erfahrungen sammelte Martin Tuček im Jahr 2014, als er bei den Juniorenweltmeisterschaften in Eugene im Hürdenlauf das Halbfinale erreichte und dort mit 53,17 s ausschied. 2017 gelangte er bei den U23-Europameisterschaften in Bydgoszcz ebenfalls bis in das Halbfinale und schied dort mit 51,64 s aus und erreichte mit der tschechischen 4-mal-400-Meter-Staffel in 3:10,34 min nicht das Finale. Im Jahr darauf qualifizierte er sich erstmals für die Europameisterschaften in Berlin, bei denen er aber mit 51,63 s in der ersten Runde ausschied. 2019 nahm er an der Sommer-Universiade in Neapel teil und schied auch dort mit 51,56 s im Vorlauf aus und belegte mit der Staffel in 3:06,78 min den fünften Platz. Bei den World Athletics Relays 2021 im polnischen Chorzów verpasste er mit 3:05,11 min den Finaleinzug in der 4-mal-400-Meter-Staffel. Im Jahr darauf schied er bei den Europameisterschaften in München mit 50,32 s im Halbfinale über 400 m Hürden aus und 2024 kam er bei den Europameisterschaften in Rom mit 51,27 s nicht über den Vorlauf hinaus.
In den Jahren 2020 und 2023 wurde Tuček tschechischer Meister in der 4-mal-400-Meter-Staffel. Zudem wurde er 2024 Hallenmeister in der 4-mal-200-Meter-Staffel.

## Persönliche Bestzeiten
- 400 Meter: 48,27 s, 14. Juli 2020 in Tábor
  - 400 Meter (Halle): 47,29 s, 5. März 2022 in Ostrava
- 400 m Hürden: 49,97 s, 15. Mai 2022 in Ostrava